# Robert Mammone
Robert Mammone, né en 1971 à Adélaïde, est un acteur australien.

## Biographie
Robert Mammone est apparu dans de nombreux films et séries télévisées australiennes et américaines. Il a notamment joué des seconds rôles dans les films Street Fighter (1994), Vertical Limit (2000), Matrix Reloaded et Matrix Revolutions (2003), Le Grand Raid (2005), Les Condamnés (2007) et Mystery Road (2013) ainsi que dans les mini-séries Salem (2004) et Rêves et Cauchemars (2006). 

## Filmographie

### Cinéma
- 1990 : The Crossing : Sam
- 1994 : Street Fighter : Carlos Blanka
- 1996 : Offspring : Ben King / Carlo
- 1997 : Heaven's Burning : Mahood
- 2000 : Vertical Limit : Brian Maki
- 2003 : Matrix Reloaded : AK
- 2003 : The Pact : Wilga Roberts
- 2003 : Matrix Revolutions : AK
- 2005 : Man-Thing : Mike Ploog
- 2005 : Le Grand Raid : le capitaine Fisher
- 2007 : Les Condamnés : Ian Breckel
- 2009 : Storage : Francis
- 2010 : Menace de glace : Charlie Barker
- 2011 : The Dragon Pearl (en) : Philip Dukas
- 2013 : Mystery Road : Robbo
- 2014 : La Promesse d'une vie : le colonel Demergelis

### Télévision
- 1985-1986 : Sons and Daughters (soap opera, rôle régulier) : Tim Palmer
- 1995 : Bordertown (mini-série) : Cesare
- 1996 : La Bête (mini-série) : Raines
- 1998 : Wildside (série télévisée, 3 épisodes) : Jimmy Jago
- 1999 : Stingers (série télévisée, 6 épisodes) : Dino Rossi
- 2001 : Outriders (en) (série télévisée, 4 épisodes) : Fenech
- 2001 : Brigade des mers (série télévisée, 5 épisodes) : Agi Fatseas
- 2002 : Le Monde perdu (série télévisée, saison 3 épisode 16) : le professeur Campbell
- 2002 : BeastMaster, le dernier des survivants (série télévisée, saison 3 épisode 19) : Arnath
- 2004 : Salem (mini-série) : Dr James Cody
- 2004-2005 : The Cooks (en) (série télévisée, 5 épisodes) : Michael
- 2006 : The Alice (en) (série télévisée, 3 épisodes) : Simon Westlake
- 2006 : Rêves et Cauchemars (mini-série) : Dr. Peter Jennings / Jagger
- 2007 : Dangerous (série télévisée, 8 épisodes) : Craig Lukovic
- 2007-2008 : Satisfaction (série télévisée, 11 épisodes) : Nick
- 2008 : Underbelly (série télévisée, 8 épisodes) : Tony Mokbel
- 2009 : Carla Cametti PD (en) (mini-série) : Tony Cametti
- 2009 : Les Voisins (série télévisée, 5 épisodes) : Phil Andrews
- 2009-2013 : Summer Bay (soap opera, rôle régulier) : Sid Walker
- 2011 : East West 101 (en) (série télévisée, 6 épisodes) : le colonel Oliver Troy
- 2014 : Fat Tony & Co. (en) (mini-série) : Tony Mokbel